# 9529 Protopapa
A 9529 Protopapa (ideiglenes jelöléssel (9529) 1981 EF25) a Naprendszer kisbolygóövében található aszteroida. Schelte J. Bus fedezte fel 1981. március 2-án.